# Lobatus gigas

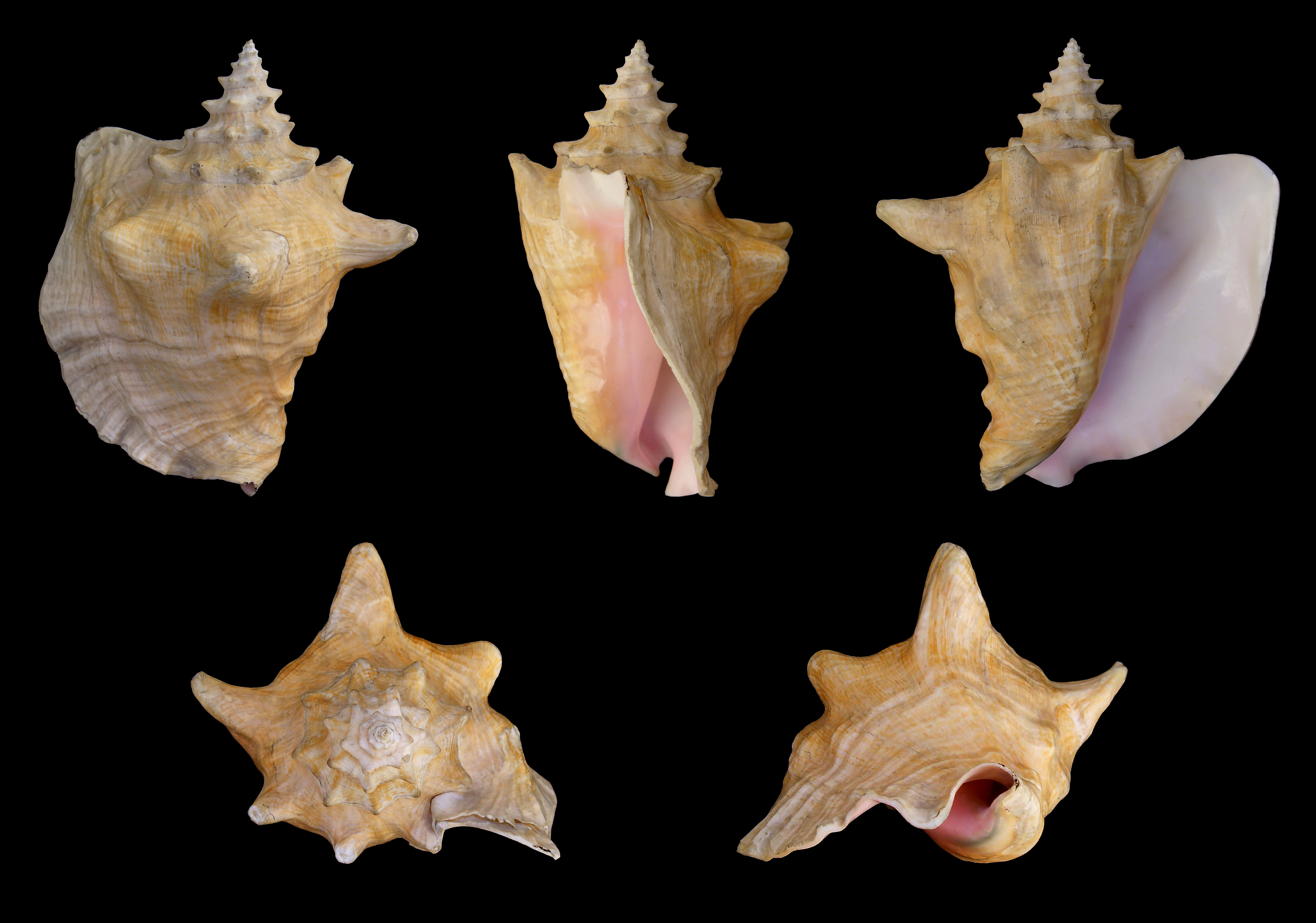
Concha de caracola reina adulta (Lobatus gigas)

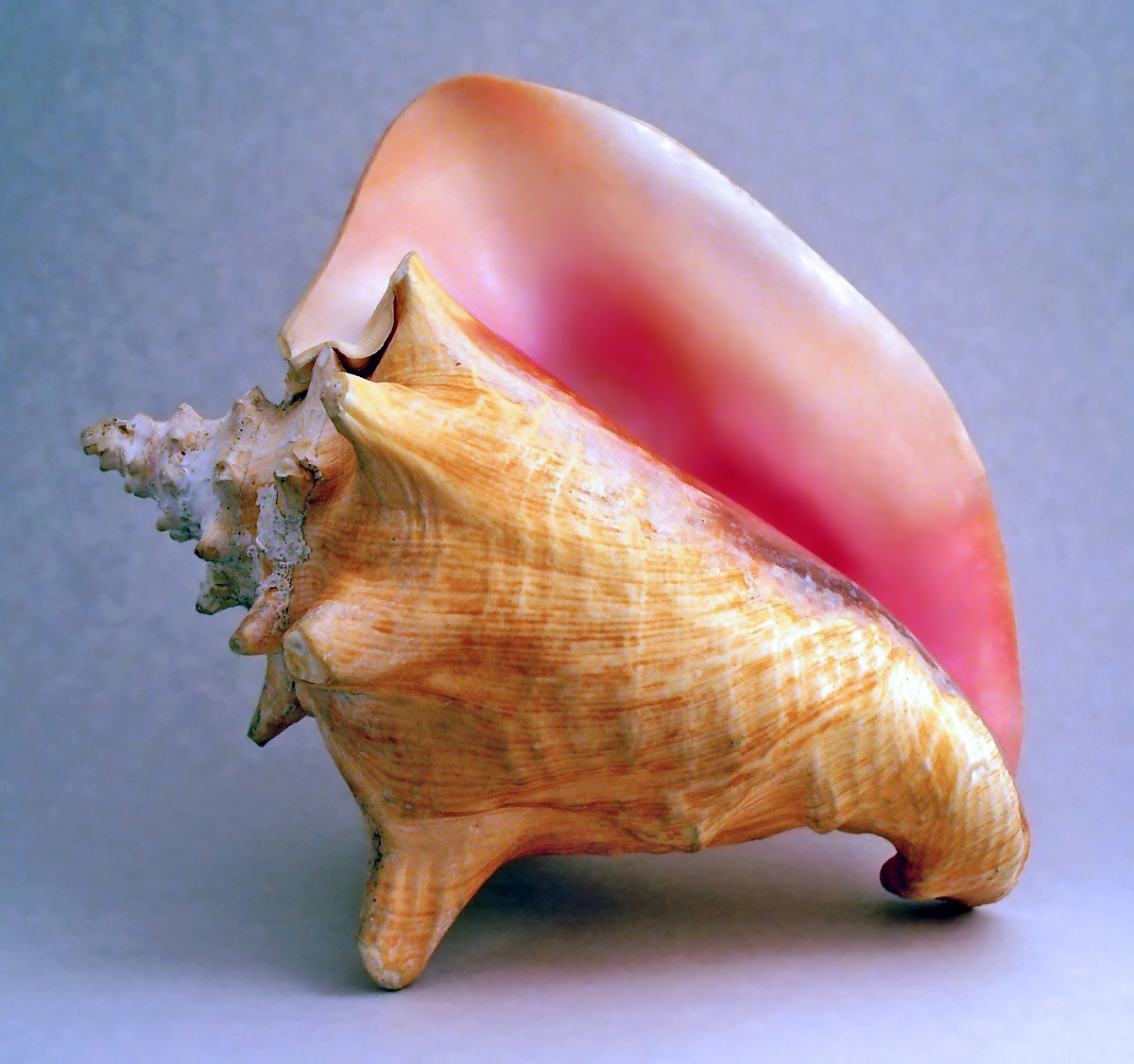
Concha de caracola reina adulta (Lobatus gigas)

El Lobatus gigas (Linneo, 1758), previamente Strombus gigas Linneo, 1758, también conocido como botuto, caracol pala o caracol rosado es una especie de caracol marino comestible muy grande, un molusco gastrópodo marino de la familia Strombidae, las verdaderas conchas marinas. 
L. gigas posee una concha verdadera y es uno de los moluscos más grandes de Norteamérica, Centroamérica y el Caribe.

## Clasificación y descripción
L. gigas es un caracol marino que pertenece a la clase Gastropoda; orden Littorinimorpha; familia Strombidae. La concha llega a medir hasta 300 mm de longitud, con la vuelta corporal muy desarrollada, en cuyo hombro se observan procesos espinosos y la presencia de un gran labio externo extendido en forma de ala, con llamativo colorido, desde rosa, amarillo, hasta anaranjado fuerte en el área apertural.  La hembra pone de 180.000 a 460.000 huevos. A veces un pequeño animal vive debajo del manto como protección y solo muy de vez en cuando se halla una perla dentro del manto del animal.

## Distribución
Desde las Bermudas hasta las costas de Brasil se han encontrado registros en pastos de monte marino y arena producto de detritus y de algas.

## Estado de conservación
El caracol rosado sostiene una importante fracción de la pesquería en el Caribe. Desafortunadamente la especie se ha vuelto tan escasa que ahora está enlistada en el Apéndice II (especies que no están necesariamente amenazadas de extinción pero que podrían llegar a estarlo a menos que se controle estrictamente su comercio) de la Convención sobre el comercio internacional de especies amenazadas de fauna y flora silvestres (CITES). Este caracol es consumido por su carne y también por lo hermoso de su concha (se vende como souvenir). La recuperación de este organismo ha sido lenta. Se decretó veda permanente (Diario Oficial de la Federación del 26 de julio de 1988).

## Uso

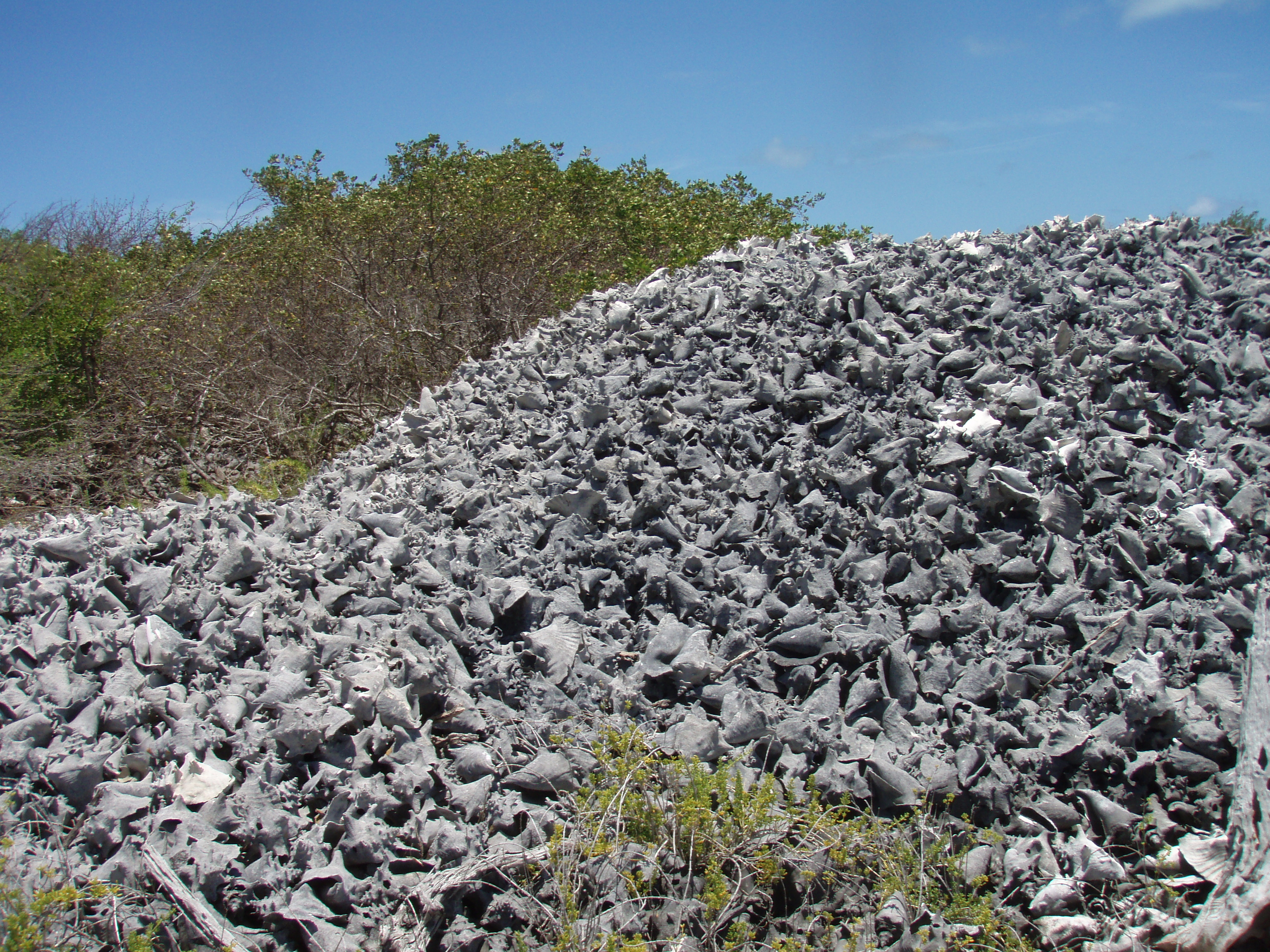
Miles de conchas de Lobatus gigas (caracola reina) cuya carne fue consumida

Los indígenas de la región llegaron a utilizar los bordes de los caparazones de estas conchas en la fabricación de cuchillos, hachas y otros productos de uso diario.
La carne del caracol, conocida en la República Dominicana como "lambí", en Venezuela como "guarura" y en Puerto Rico "carrucho", se come cruda o hervida, y su caparazón es vendido a los turistas. Esto ha motivado una pesca desmedida que amenaza la supervivencia de esta especie.